# Mycteromyia robusta
Mycteromyia robusta är en tvåvingeart som beskrevs av Krober 1930. Mycteromyia robusta ingår i släktet Mycteromyia och familjen bromsar. Inga underarter finns listade i Catalogue of Life.